# Sygt lykkelig
Sygt lykkelig (tidl. Partnerbytte, norsk: Sykt lykkelig) er en norsk film som havde premiere 5. november 2010.
Filmen er en sort komedie om utroskab. Den bliver instrueret af Anne Sewitsky. Manuskriptet er skrevet af Ragnhild Tronvoll, og er hendes debut som spillefilmforfatter.

## Priser
Filmen vandt World Cinema Grand Jury Prize, Dramatic under Sundance Film Festival i 2011. Dette er første gang at en norsk film har vundet en Sundance-pris. Manuskriptforfatteren Ragnhild Tronvoll fik også prisen for bedste manuskript på den belgiske filmfestival. Filmen fik Amandaprisen 2011 for bedste mandlige skuespiller (Henrik Rafaelsen), og havde derudover også en række nominationer.
Sygt lykkelig er Norges kandidat til Oscar-uddelingen i 2011 med begrundelsen: 
| Citat | Sygt lykkelig er en galgenhumoristisk historie som leger med det begsorte uden at vige fra alvoren og varmen i det mellemmenneskelige. I forgrunden ligger ønsket om at blive elsket, frygten for at blive svigtet, rædslen for at stå frem med sit sande jeg; alt dette overbygget med et herre-slave-tema som formidles gribende konkret gennem børns leg, og i overført betydning ægtefæller imellem. Aspektet understreges gennem brugen af frigørelsessange i form af negro spirituals, hvor koret bryder ind i handlingen og kommenterer den. | Citat |
| [ 6 ] | |       |

## Medvirkende
- Agnes Kittelsen som Kaja
- Henrik Rafaelsen som Sigve
- Joachim Rafaelsen som Eirik
- Maibritt Saerens som Elisabeth
- Oskar Hernæs Brandsø som Theodor
- Ram Shihab Ebedy som Noa
- Heine Totland som Dirigenten